# Eternal Return
Eternal Return es un juego de batalla real multijugador desarrollado por Nimble Neuron y publicado por Kakao Games.  El juego se lanzó en acceso anticipado el 14 de octubre de 2020.  Eternal Return presenta una combinación de juego de campo de batalla multijugador en línea con elementos de juego de supervivencia.  Un jugador puede elegir uno de los muchos personajes ya lanzados y se enfrenta a otros 17 jugadores para sobrevivir y luchar en una isla llamada Lumia, siendo el último jugador en pie el ganador. El juego está actualmente disponible para Microsoft Windows a través de Steam y Microsoft Store, con versiones para consolas Xbox y dispositivos móviles en proceso. 

## Gameplay
24 jugadores aparecen en una isla y se enfrentan entre sí. El mapa, Isla Lumia, tiene 16 áreas distintas. El juego utiliza mecánicas de batalla real, marcando diferentes áreas del mapa como áreas restringidas en lugar del tradicional círculo de cierre. Los jugadores recolectan materiales de varios contenedores, animales asesinados u otros jugadores, o de varios puntos únicos alrededor del mapa para crear armas o equipos más fuertes. Hay varios personajes jugables con diferentes habilidades y destrezas, similares a los juegos de campo de batalla multijugador en línea. El último jugador o equipo vivo es coronado ganador.  

## Trama
Eternal Return está ambientado en el universo de Lumia Island y tiene lugar en una isla apartada con varias áreas. Una organización científica conocida como AGLAIA está organizando un experimento con sujetos de prueba humanos para seguir evolucionando y crear una especie humana de élite.  Después de cada experimento, se borra la memoria de los sujetos de prueba.

## Desarrollo
Eternal Return es desarrollado por la empresa surcoreana Nimble Neuron y está desarrollado en Unity. 
En 2021, se asociaron con Kakao Games para publicar Eternal Return en Corea.   En 2021, se creó un vídeo musical con el grupo de K-pop aespa para el lanzamiento nacional del cliente Kakao Games. 